# New Blood
New Blood var en gruppe og angle der eksisterede i World Championship Wrestling i foråret og sommeren 2000. Gruppens formål var at fjerne de etablerede stjerner såsom Hulk Hogan, Sting og Kevin Nash (samt mange flere, læs Millionaire's Club, og lade nye og undervurderede talenter blomstre op. Anglen på kritiseret af mange wrestling fans, da mange af de etablerede stjerner nægtede at lade deres karriere gå til spilde, for en række nybegyndere. Derudover var hele anglen også frygteligt rodet, da der hele tiden blev lavet om på alt for mange ting, en typisk ting for Vince Russo, der både fungerede som leder af New Blood, men også hovedforfatter for WCW på det tidspunkt. Gruppen splittedes i sommeren 2000, og en ny lign. gruppe, Natural Born Thrillers, dukkede op og leverede varen bedre.
De mest succesfulde medlemmer fra New Blood viste sig at være Scott Steiner og Jeff Jarrett, der begge vandt WCW titlen. Jarrett mens New Blood eksisterede, og Steiner i efteråret, men hans title-run skyldes nok meget New Blood anglen, der pushede ham meget. Buff Bagwell, Ernest Miller og Mike Awesome nød også af store push, mens Vampiro, David Flair og Billy Kidman opnåede minimal succes.

## Medlemmer
- Billy Kidman (udset til at erstatte Hulk Hogan)
- Buff Bagwell
- Chris Candido
- Chuck Palumbo (udset til at erstatte Lex Luger)
- Crowbar
- David Flair (udset til at estatte sin far, Ric Flair)
- Eric Bischoff (leder)
- Ernest Miller
- Goldberg (trods det faktum at han havde haft stor succes inden)
- Jeff Jarrett (WCW World Heavyweight Champion)
- Mike Awesome (udset til at estatte Kevin Nash)
- Scott Steiner
- Shawn Stasiak (udset til at estatte Curt Hennig)
- Vampiro (udset til at erstatte Sting
- Vince Russo (leder)
- The Wall